# ويل مكدونالد
ويل مكدونالد (بالإنجليزية: Will McDonald)‏ هو صحفي أسترالي، ولد في 1979.